# Gunung Pematang Binjai
Gunung Pematang Binjai är ett berg i Indonesien.   Det ligger i provinsen Aceh, i den västra delen av landet, 1 600 km nordväst om huvudstaden Jakarta. Toppen på Gunung Pematang Binjai är 1 416 meter över havet.
Terrängen runt Gunung Pematang Binjai är kuperad.Runt Gunung Pematang Binjai är det ganska tätbefolkat, med 239 invånare per kvadratkilometer. I omgivningarna runt Gunung Pematang Binjai växer i huvudsak städsegrön lövskog.